# Patricia Richardson
Patricia Castle Richardson (Bethesda (Maryland), 23 februari 1951) is een Amerikaanse actrice. Zij speelde onder meer van 1991 tot en met 1999 echtgenote Jill Taylor in de komedieserie Home Improvement, waarvoor ze vier keer werd genomineerd voor een Emmy Award en twee keer voor een Golden Globe. Richardson maakte haar film- en acteerdebuut in 1980 in de Kerst-horrorfilm You Better Watch Out.
Naast Home Improvement speelde Richardson in verscheidene andere televisieseries. Een van haar meer omvangrijke rollen daarin was die van Dr. Andy Campbell in Strong Medicine (2002-05). In het laatste seizoen van de serie The West Wing had ze een terugkerende rol als adviseur van presidentskandidaat Vinick (2005-06).
Richardson was van 1982 tot en met 1995 getrouwd met acteur Ray Baker. Samen met hem kreeg ze in 1985 zoon Henry en in 1991 tweeling Roxanne en Joseph.

## Filmografie
- Cubby (2019)
- A Christmas in Tennessee (2018, televisiefilm)
- Snow Bride (2013, televisiefilm)
- Out of Omaha (2007)
- Candy Paint (2005)
- Viva Las Nowhere (2001)
- Blonde (2001, televisiefilm)
- Ulee's Gold (1997)
- Undue Influence (1996, televisiefilm)
- Sophie & the Moonhanger (1996, televisiefilm)
- In Country (1989)
- Lost Angels (1989)
- Parent Trap III (1989, televisiefilm)
- Hands of a Stranger (1987, televisiefilm)
- Yuri Nosenko, KGB (1986, televisiefilm)
- C.H.U.D. (1984)
- You Better Watch Out (1980)

## Televisieseries
*Exclusief eenmalige gastrollen
- The West Wing - Sheila Brooks (2005-2006, negen afleveringen)
- Strong Medicine - Dr. Andy Campbell (2002-2005, 59 afleveringen)
- Home Improvement - Jill Taylor (1991-1999, 202 afleveringen)
- Double Trouble - Beth McConnell (1984, acht afleveringen)

- Biblioteca Nacional de España: XX1491753
- Bibliothèque nationale de France: cb14220478h (data)
- Gemeinsame Normdatei: 1240720319
- International Standard Name Identifier: 0000 0001 1947 3690
- Library of Congress Control Number: no98078940
- SNAC: w6xd4c5n
- Virtual International Authority File: 19892419
- WorldCat: E39PBJv4mgVXqHmgvF8yh9jcT3